# Joseph A. Martin
Joseph A. Martin (Detroit, 1888 – Detroit, 17 ottobre 1928) è stato un politico statunitense, sindaco di Detroit negli anni '20 del Novecento.

## Biografia
Joseph A. Martin nacque nel 1888.  Fu commissario per i lavori pubblici di Detroit dal 1920 al 1923.  Dopo le dimissioni di Frank Doremus per motivi di salute, Martin lo sostituì.  Martin presentò le dimissioni per concentrarsi sulla candidatura da sindaco, ma perse contro John W. Smith e contro Charles Bowles, candidato write-in.